# Taphrina rhizophora
Taphrina rhizophora Johanson – gatunek grzybów z klasy szpetczaków (Taphrinomycetes). Mikroskopijny grzyb pasożytniczy.

## Systematyka i nazewnictwo
Pozycja w klasyfikacji według Index Fungorum: Taphrina, Taphrinaceae, Taphrinales, Taphrinomycetidae, Taphrinomycetes, Taphrinomycotina, Ascomycota, Fungi.
Po raz pierwszy opisał go w 1887 r. Carl Johan Johanson. Synonim: Exoascus rhizophorus (Johanson) Sadeb. 1895.

## Charakterystyka
Znane jest występowanie Taphrina rhizophora w Kanadzie, w niektórych krajach Europy i w Japonii. W Polsce podano jego stanowisko na topoli białej w 1974 r. Wywołuje podobne objawy jak Taphrina johansonii, ale występuje tylko na topoli białej. Atakuje jej żeńskie kotki powodując powstawanie na nich złocistożółtych narośli. Na naroślach powstaje biały, błyszczący nalot. Są to gęsto obok siebie ułożone worki z askosporami. Porażone żeńskie kwiaty są bezpłodne.
Taphrina rhizophora wraz z Taphrina johansonii powodują grzybową chorobę roślin o nazwie bezpłodność topoli i olszy. Ze względu na rzadkość występowania jest to choroba bez znaczenia w leśnictwie.